# 亞歷山大·瓦列里耶維奇·波諾馬廖夫
亞歷山大·瓦列里耶維奇·波諾馬廖夫（羅馬化：Oleksandr Valeriiovych Ponomariov；1973年8月9日—），乌克兰歌手，曾七次荣获国家“年度歌手”称号。
波諾馬廖夫曾經對拳击感興趣。当他的视力开始恶化时，医生叫他不要參加比赛.